# Squamobibracte doipui
Squamobibracte doipui är en insektsart som beskrevs av Sigfrid Ingrisch 1989. Squamobibracte doipui ingår i släktet Squamobibracte och familjen gräshoppor. Inga underarter finns listade i Catalogue of Life.